# Heliotrop (Messgerät)

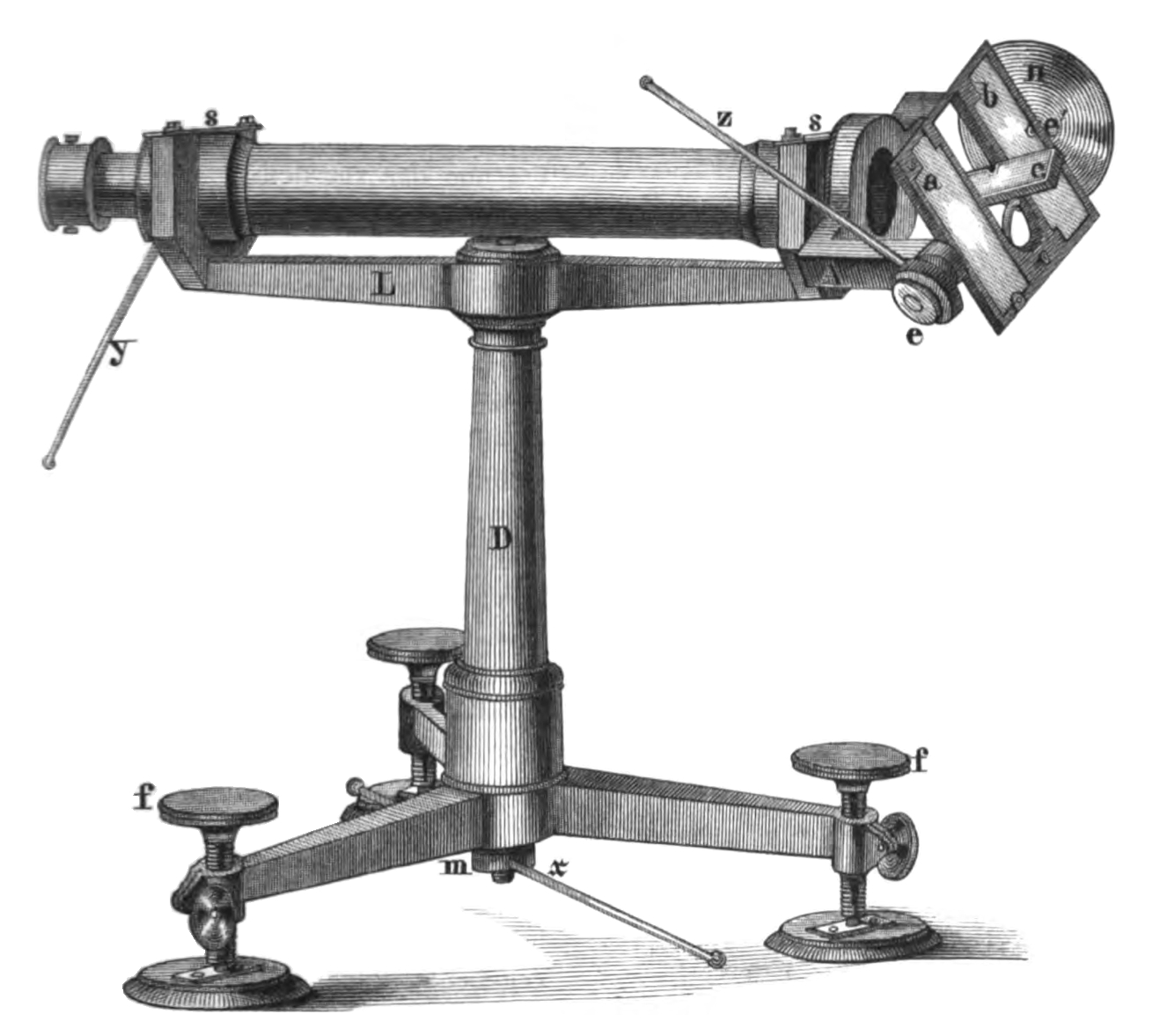
Heliotrop

Ein Heliotrop (von altgriechisch ἡλιότροπος hēliótropos, deutsch ‚Sonnenwende [Pflanze, welche Blätter und Blüten nach dem Sonnenlauf richtet]‘) ist ein von Carl Friedrich Gauß entwickelter Sonnenspiegel zum Sichtbarmachen weit entfernter Vermessungspunkte. Dazu wird das Sonnenlicht am Zielpunkt mit einem Spiegel in die Richtung des fernen Theodolit-Standpunktes reflektiert.
Für die genaue Ausrichtung besitzt das Heliotrop ein Zielfernrohr, das auf den Beobachter am Messpunkt (Theodolit) ausgerichtet wird. Vor dem Zielfernrohr befinden sich zwei Spiegel, die um 90° zueinander geneigt sind. Wenn der eine Spiegel das Bild der Sonne durch das Fernrohr reflektiert, wirft der andere Spiegel das Sonnenlicht auf jenen Punkt (den Beobachter am Theodolit), der durch das Fernrohr anvisiert wurde.

## Hintergrund

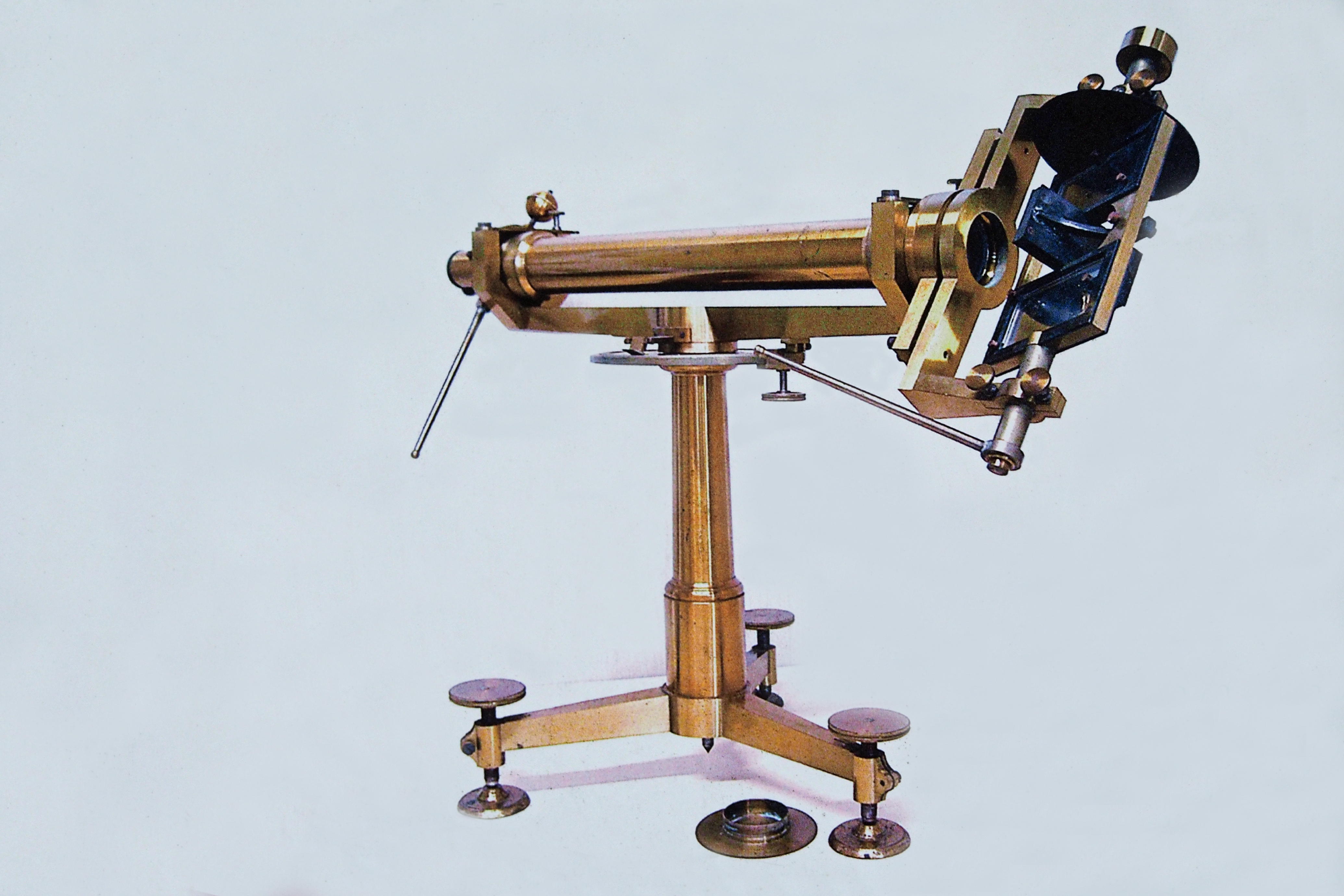
Das von Gauß benutzte Heliotrop

Bei der Gaußschen Landesaufnahme verwendete Carl Friedrich Gauß, wie zuvor bei der Braunschweiger Vermessung von 1802 bis 1807, die Methode der kleinsten Quadrate zum Ausgleich der Beobachtungsfehler. Diese Arbeit, an der er von 1821 bis 1825 persönlich teilnahm, dauerte bis 1844. Mit einem Theodolit von Georg Friedrich von Reichenbach und dem von ihm eigens erfundenen Heliotrop zur Nutzung des Sonnenlichtes für Vermessungssignale über große Entfernungen erreichte Gauß eine Messgenauigkeit, die noch heute als vorbildlich gilt.
Das von Gauß benutzte Heliotrop wird heute in der historischen Sammlung der Fakultät für Physik der Universität Göttingen aufbewahrt.

## Funktionsweise
Bei der Konstruktion erinnerte sich Gauß an eine Beobachtung, die er im Jahre 1818 bei geodätischen Vermessungsarbeiten im Kirchturm von St. Michaelis in Lüneburg gemacht hatte. In einem Brief an Olbers berichtet er im selben Jahr, er habe „in der Entfernung von 26 Meilen [44,5 km] das zufällig von einem Sonnenstrahl getroffene Fenster des obersten Kabinets im Michaelisthurm in Hamburg als einen überaus glänzenden Lichtpunkt“ gesehen. Zwei Jahre später entwickelte Gauß ein Gerät, mit dem er das Sonnenlicht mit Hilfe von Spiegeln in eine bestimmte Richtung lenken konnte.
Gauß stellte einige Anforderungen an das neue Instrument: Es sollte Messungen über eine Distanz von bis zu 100 km ermöglichen und gut zu transportieren sein. Außerdem musste es eine Möglichkeit bieten, der durch die Erdrotation bedingten scheinbaren Fortbewegung der Sonne am Himmel entgegenzuwirken, um die Reflexionsrichtung des Sonnenlichts nicht zu beeinflussen.
Während die beiden ersten Entwürfe des Heliotrops konstruiert wurden, hatte Gauß 1821 noch eine dritte Idee.
Einen Sextanten der englischen Firma Troughton, mit einem Bogen, der einem Fünftel eines Kreises entspricht (ein Quintant – 144° Messbereich), setzte er auf ein stabiles Stativ und befestigte daran noch einen dritten Planspiegel, der das Sonnenlicht zur Sichtbarmachung von Vermessungspunkten in die gewünschte Richtung reflektiert. Dieses Gerät nannte Gauß Vize-Heliotrop, dessen Original an der Universität Göttingen erhalten ist.
Vor dem Fernrohrobjektiv befinden sich zwei fest im Winkel von 90° aneinander befestigte Planspiegel. Diese Spiegelanordnung kann um die Fernrohrachse gedreht sowie um eine Achse quer dazu geschwenkt werden. Wenn die Spiegel so eingerichtet sind, dass der größere Hauptspiegel das Sonnenlicht in Richtung des vom Fernrohr anvisierten Ziels reflektiert, spiegelt der kleine um 90° zum Hauptspiegel angeordnete halbdurchlässige, wenig reflektierende Hilfsspiegel einen Teil des Sonnenlichts in die entgegengesetzte Richtung, also in die Achse des Teleskops hinein. Der Bediener sieht deswegen im Fernrohr ein Sonnenbild, das auf das anvisierte Ziel projiziert ist. (Den vom Hauptspiegel auf das Ziel geworfenen Lichtfleck selbst kann er nicht sehen, weil er zu lichtschwach ist.) Der Bediener muss also zunächst das Fernrohr fest auf das Ziel ausrichten und dann die Spiegelkombination durch Drehen und Schwenken so verstellen, dass das Sonnenbild im Fernrohr die Beobachterposition im Ziel überdeckt. Dann richtet der Heliotrop einen Sonnenreflex auf den Beobachter, den dieser als hellen Lichtpunkt sehen und anvisieren kann. Da sich die Sonne am Himmel scheinbar bewegt, muss die Spiegelausrichtung gelegentlich korrigiert werden; die Fernrohreinstellung bleibt dabei unverändert. Da die Bediener zu Gauß’ Zeiten über die großen Entfernungen nicht in Sprechverbindung standen, mussten sie sich anderweitig, durch abgesprochene Zeichen, über das erfolgreiche Ende der Messung verständigen. (Ob Gauß das Morsealphabet dabei anwandte, ist nicht bekannt. Er begann aber zu telegraphieren und übersandte 21 Zeichen in sieben Minuten.)
Bei der Messung des Winkels zwischen der Sonne und dem Zielpunkt wird das Sonnenlicht von dem genannten Spiegel in die gewünschte Richtung gelenkt. Dabei kann ein beliebiger Punkt auf der Sonne gewählt werden. Diese Position kann etwa zwei Minuten beibehalten werden, ehe man die Ausrichtung aufgrund der scheinbaren Fortbewegung der Sonne korrigieren muss. Diese Zeit lässt sich damit begründen, dass der reflektierte Lichtstrahl kegelförmig ist und entsprechend dem scheinbaren Sonnendurchmesser einen Öffnungswinkel von 0,5° aufweist.
Vom Zielpunkt aus erscheint das reflektierte Licht wie ein Stern, der sich mittels Theodolit sehr gut anvisieren lässt. Zu einem Versuch, den Gauß und sein Assistent Hartmann Mitte 1821 durchführten, schrieb Gauß am 1. Juli 1821 folgendes an seinen Freund Heinrich Wilhelm Olbers: „Gestern fünfter Versuch, am Platz des künftig zu errichtenden südlichen Meridianzeichens, […] Distanz 11890 Meter. Hr. Lieutenant Hartmann betitelt das Licht wieder als herrlich. […] Im Theodolithenfernrohr schien der Faden an der Stelle dieses scharfen Lichtpunkts völlig zerschnitten.“ Bei den für Theodolite Anfang des 19. Jahrhunderts verwendeten Fäden handelte es sich um transluzente Spinnenseide.

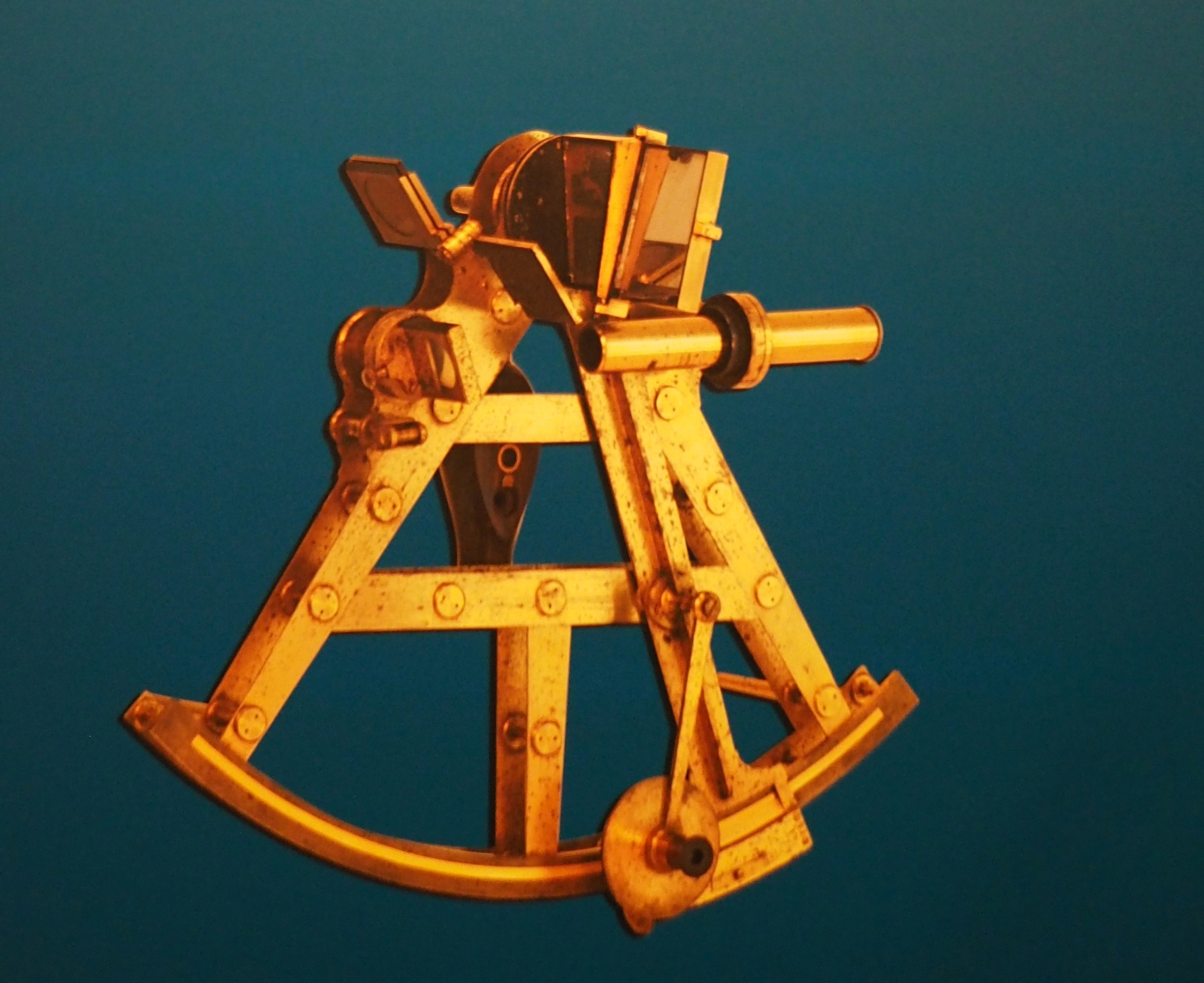
Vize-Heliotrop von C. F. Gauß entwickelt

Das Vize-Heliotrop, aber auch die beiden eigentlichen Heliotrope haben sich bei der Vermessungsarbeit sehr bewährt, wobei Gauß die zweite Konstruktion des Heliotrops aufgrund der einfacheren Bedienung favorisierte. Besonders bei sehr langen Dreiecksseiten gab es keine Alternative zum Heliotrop. Es hat sich gezeigt, dass die einzige Längenbeschränkung bei Messungen mit dem Heliotrop die Krümmung der Erde ist.
Einziger Nachteil des Gerätes war die Abhängigkeit vom Sonnenschein. Gauß standen damals keine modernen, hellen, scharf fokussierten künstlichen Lichtquellen zur Verfügung. Heute ist der Laser als Lichtquelle in der Vermessungstechnik unverzichtbar.